# Matheny (Wirginia Zachodnia)
Matheny – jednostka osadnicza w Stanach Zjednoczonych, w stanie Wirginia Zachodnia, w hrabstwie Wyoming.